# Charlotte Rampling (rose)
'Charlotte Rampling' est un cultivar de rosier obtenu en France en 1987 par Meilland et introduit au commerce par cette même maison en 1991. Il est baptisé en l'honneur de l'actrice Charlotte Rampling.

## Description
Cet hybride de thé montre de grandes fleurs (11 cm de diamètre et 80 pétales) rouge foncé tirant sur le rouge bordeaux à l'aspect velouté et en forme de coupe. Elles sont fort parfumées et fleurissent tout au long de la saison de mai à fin octobre.
Son buisson à port plutôt érigé atteint 90 cm de hauteur. Son feuillage est vert foncé et lustré.
Sa zone de rusticité commence à 7b. Son pied a besoin d'être protégé en hiver. Il faut le tailler avant le début du printemps.
Cette rose, appréciée pour son élégance classique et sa couleur subtile, est toujours très en vogue. Elle est parfaite pour les bouquets, les massifs réguliers et les plates-bandes, accompagnée de vivaces.

## Distinctions
- Médaille d’or, Monza, 1987,
- Prix du Parfum, Glasgow, 1995.